# Joaquín Torrico
José Joaquín Torrico y Bargas (Lima, 17 de agosto de 1804 - ibídem, 27 de junio de 1893) fue un militar y político peruano. Participó en las batallas de la guerra de Independencia del Perú y en los sucesivos hechos de armas del siglo XIX.
Como fiscal, denunció las irregularidades del tratado de Vivanco-Pareja y las pérdidas económicas que dejó la consignación del guano para el Estado peruano. Fue además intendente de Policía para la ciudad de Lima y gobernador y prefecto en distintas ciudades del Perú. Formó parte de la defensa de la capital durante la guerra con Chile como comandante general de Artillería en la batalla de San Juan.

## Biografía
Su padre fue Juan Capistrano Torrico, militar, natural de la villa de Pedroche de Córdoba, España. Su madre fue la peruana Tomasa Bargas Igartua, nacida en Huaraz. Torrico se incorporó como subteniente del Estado Mayor del Ejército Unido Libertador del Perú en mayo de 1821. 
A los 16 años, se halló en el primer sitio del Callao. Participó después en la batalla de Pichincha, acontecida el 24 de mayo de 1822, y en la batalla de Zepita, del 25 de agosto de 1823. Concurrió al segundo sitio del Callao hasta la capitulación de las fuerzas realistas en enero de 1826. 
Durante la etapa republicana, participó de la campaña y batalla del Portete de Tarqui (1827), donde resultó herido en una pierna por un impacto de bala. En 1835, como teniente coronel y bajo las órdenes de Felipe Santiago Salaverry, participó en la campaña contra el gobierno usurpador de Andrés de Santa Cruz y contra el intento de intervención boliviana. Asistió luego a la Batalla de Portada de Guías, como parte del Ejército Unido Restaurador, enfrentando a las fuerzas de la Confederación Perú-Boliviana. 
Fue nombrado en 1840 intendente de Policía de Lima, cargo que en ese tiempo asumía algunas de las funciones de la alcaldía de Lima. Para entonces, la Constitución Política del Perú de 1839 acababa de suprimir las municipalidades en todo el territorio nacional. 
Ejerció luego como gobernador del Callao (1840) y como gobernador de Piura (1841). En esta última localidad tomó medidas para evitar un ataque por la frontera norte del Perú después de la anarquía surgida del "desastre de Ingavi", del que resultó muerto el presidente Agustín Gamarra en el último intento por anexar Bolivia al Perú.
Fue ascendido a coronel en diciembre de 1841 y designado a la prefectura de La Libertad (1842). Se opuso al régimen dictatorial de Manuel Ignacio de Vivanco, por lo que fue tomado preso, embarcado en el Callao y deportado con destino a Chile. Pudo frustrar esta medida al desembarcar en Arica para sumarse al movimiento de restauración constitucional de Ramón Castilla y Domingo Nieto, que buscaba restablecer la vigencia de la Constitución Política del Perú de 1839.
Se desempeñó como prefecto de Puno (1843), Huancavelica (1844) y Lima (1845). 
Torrico presidió la Corte Central que juzgó las acciones de los involucrados en el indigno Tratado de Vivanco-Pareja, firmado en 1865 por Manuel Ignacio de Vivanco (por encargo del entonces presidente peruano Juan Antonio Pezet). Este acuerdo buscaba reparar las relaciones entre el Perú y España luego de que una escuadra española ocupara las Islas Chincha en 1864. El Estado peruano se comprometía así a pagar 3 millones de pesos a la corona española por los gastos del conflicto y reconoció deudas a ciudadanos españoles por la guerra de la independencia, entre otras exigencias que muchos consideraron inaceptables. A pesar de la oposición del Congreso de la República del Perú, Pezet insistió en la ratificación del tratado por decreto, lo que gatilló la guerra civil de 1865, su derrocamiento y las posteriores investigaciones que hizo esta corte. 
Torrico también participó en el Combate del Callao (1866), en el marco de la guerra hispano-sudamericana.
Como delegado fiscal, presidió la comisión fiscal encargada de llevar el juicio en los tribunales de Londres contra los abusos de la Compañía de Consignación del Guano en Gran Bretaña e Irlanda en agravio del Estado peruano. 
El 13 de enero de 1881, ya con 76 años, comandó la artillería en la Batalla de San Juan, en la defensa de Lima contra las tropas chilenas durante la guerra del Pacífico.
Torrico, además, ayudó a rescatar los detalles de la muerte del mártir de la Independencia José Olaya Balandra, 38 años después de su fusilamiento. En 1861, enterado de que aún vivía Juana de Dios Manrique de Luna, colaboradora e informante de los movimientos patriotas en Lima, presentó un recurso para que un juez tomara su declaración para la posteridad. Manrique, con 61 años, fue presentada por Torrico como la última testigo viva de lo ocurrido, pues fue la receptora de las comunicaciones de Antonio José de Sucre que Olaya traía desde el Callao.

## Familia
Fue hermano del general Juan Crisóstomo Torrico, presidente de la República del Perú (1842). Fue tío de Rufino Torrico, tres veces alcalde de Lima y máxima autoridad peruana cuando las tropas chilenas ocuparon la capital peruana durante la guerra del Pacífico.